# Twiggy

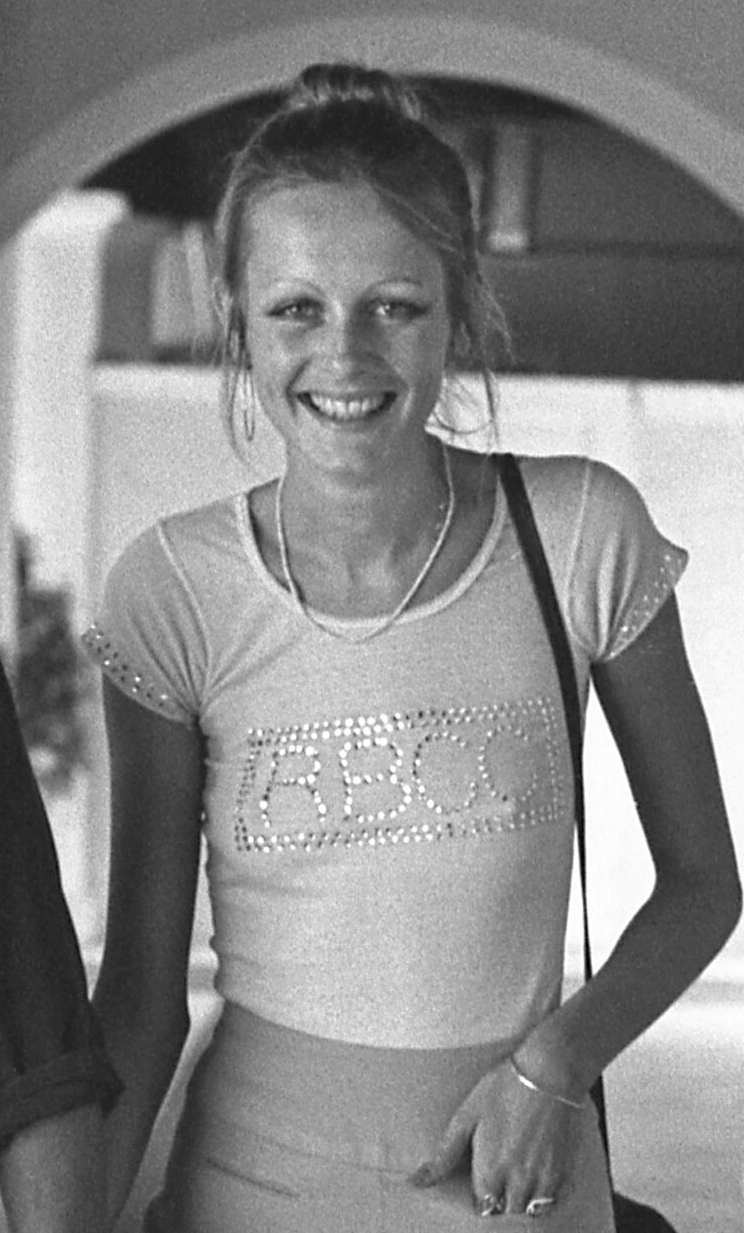
Twiggy (1973)

Dame Lesley „Twiggy“ Lawson DBE (* 19. September 1949 als Lesley Hornby in Neasden, London Borough of Brent) ist ein britisches Fotomodell. Sie wurde in den Swinging Sixties in London als sehr schlankes Teenagermodel bekannt und arbeitet auch als Schauspielerin und Sängerin.

## Leben
Twiggy wurde 1949 als Lesley Hornby in Neasden geboren, einem Vorort von London. Ihre Eltern sind der Zimmerer William Norman Hornby und Nellie Lydia Reeman, die in einer Druckerei arbeitete.
Im Alter von 16 Jahren wurde Hornby durch den Einfluss ihres Freundes und Managers Justin de Villeneuve bekannt. Die ersten Modelfotos mit der damaligen Schülerin entstanden bei dem Fotografen Barry Lategan und fielen Deirdre McSharry auf, der Moderedakteurin des Daily Express, die ein weiteres Fotoshooting organisierte. McSharry publizierte die Fotos 1966 in der Daily Mail unter dem Titel The Face of 1966 mit dem Text „The Cockney kid with a face to launch a thousand shapes … and she’s only 16“.
Danach wurde sie für die Zeitschrift Vogue fotografiert, später folgten Shootings mit Fotografen wie Richard Avedon, Cecil Beaton, Helmut Newton, Guy Bourdin und Norman Parkinson. Schon bald war sie „das Gesicht“ der Swinging Sixties und erhielt ihren Spitznamen in Anspielung auf ihre sehr dünne jugendliche Figur. Twiggy ist eine Verkleinerungsform des englischen Wortes twig („Zweig“) und bedeutet „Zweiglein“.
Twiggy war das erste Supermodel im Teenageralter, und ihre Figur, die sie später selbst als zu dünn beschrieb, galt aufgrund der dünnen Waden, der geraden Beine und der kleinen, schmalen Füße nach Diana Vreeland, der damaligen Chefredakteurin der amerikanischen Vogue, als das Bild des perfekten Körpers dieser Zeit. Zu ihren Freunden gehört der Musiker Paul McCartney, den sie anlässlich eines Besuches von ihr und Justin de Villeneuve bei McCartney 1968 auf die Sängerin Mary Hopkin aufmerksam machte.
Als sie älter wurde, verließ sie de Villeneuve und trat als Schauspielerin und Sängerin auf, so zum Beispiel 1971 in Ken Russells Filmversion von Boyfriend (Ihr Liebhaber). Der Part der Polly Brown, die unbedingt ein Revuestar werden will, brachte ihr 1972 einen Golden Globe als beste Komödien- und beste Nachwuchsdarstellerin ein. 1974 sang sie im Duett mit Tim Hardin The Lady Came from Baltimore.
Danach spielte sie eine Vielzahl unterschiedlicher Rollen auf der Bühne und im Film, so beispielsweise 1981 die der Eliza Doolittle in einer Fernsehproduktion von Pygmalion zusammen mit Robert Powell und 1993 in der Fernsehserie Die Nanny als Erstbesetzung der Jocelyn Sheffield. In dem Film Blues Brothers hatte sie einen Kurzauftritt.
Die 1977 geschlossene Ehe mit dem Schauspieler Michael Witney endete mit dessen plötzlichem Tod im Jahr 1983; der Ehe entstammt ihre 1978 geborene Tochter. 1988 heiratete Twiggy den Schauspieler Leigh Lawson.

## Ehrungen
Sie wurde anlässlich der 2019 New Year Honours für ihre Verdienste um Mode, Kunst und Wohltätigkeit ausgezeichnet, indem ihr der Titel Dame Commander of the Order of the British Empire (DBE) verliehen wurde. Ihre Ernennung erschien in The London Gazette unter ihrem Ehenamen Lesley Lawson.

## Sonstiges
- Twiggy ist der einzige Gaststar einer Folge der Muppet Show, der in der deutschen Fassung in einem Segment ausgetauscht wurde, und zwar durch Mary Roos.
- In der fünften bis neunten Staffel von America’s Next Top Model saß sie in der Jury der Show und beurteilte die Nachwuchsmodels.

## Diskografie

### Studioalben
| Jahr | Titel                    | Höchstplatzierung, Gesamtwochen, AuszeichnungChartsChartplatzierungen (Jahr, Titel, Platzierungen, Wochen, Auszeichnungen, Anmerkungen) | Anmerkungen                      |
| Jahr | Titel                    | UK | Anmerkungen                      |
| ---- | ------------------------ | --- | -------------------------------- |
| 1976 | Twiggy                   | UK33 Silber · (8 Wo.)UK | Erstveröffentlichung: Juli 1976  |
| 1977 | Please Get My Name Right | UK35 (3 Wo.)UK | Erstveröffentlichung: April 1977 |

Weitere Alben
- 1972: Twiggy and the Girlfriends
- 1983: My One and Only (mit Tommy Tune)
- 2003: Midnight Blue
- 2007: Heaven In My Eyes
- 2009: Gotta Sing Gotta Dance
- 2012: Romantically Yours

### Singles
| Jahr | Titel Album            | Höchstplatzierung, Gesamtwochen, AuszeichnungChartsChartplatzierungen (Jahr, Titel, Album, Platzierungen, Wochen, Auszeichnungen, Anmerkungen) | Anmerkungen                          |
| Jahr | Titel Album            | UK | Anmerkungen                          |
| ---- | ---------------------- | --- | ------------------------------------ |
| 1976 | Here I Go Again Twiggy | UK17 (10 Wo.)UK | Erstveröffentlichung: Juli 1976      |
| 1985 | Feel Emotion           | UK81 (2 Wo.)UK | Erstveröffentlichung: September 1985 |